# Barbaran (isola)
Barbaran (in croato Barbaran) è uno scoglio disabitato della Croazia, situato lungo la costa occidentale dell'Istria, a nord del canale di Leme.
Amministrativamente appartiene al comune di Parenzo, nella regione istriana.

## Geografia

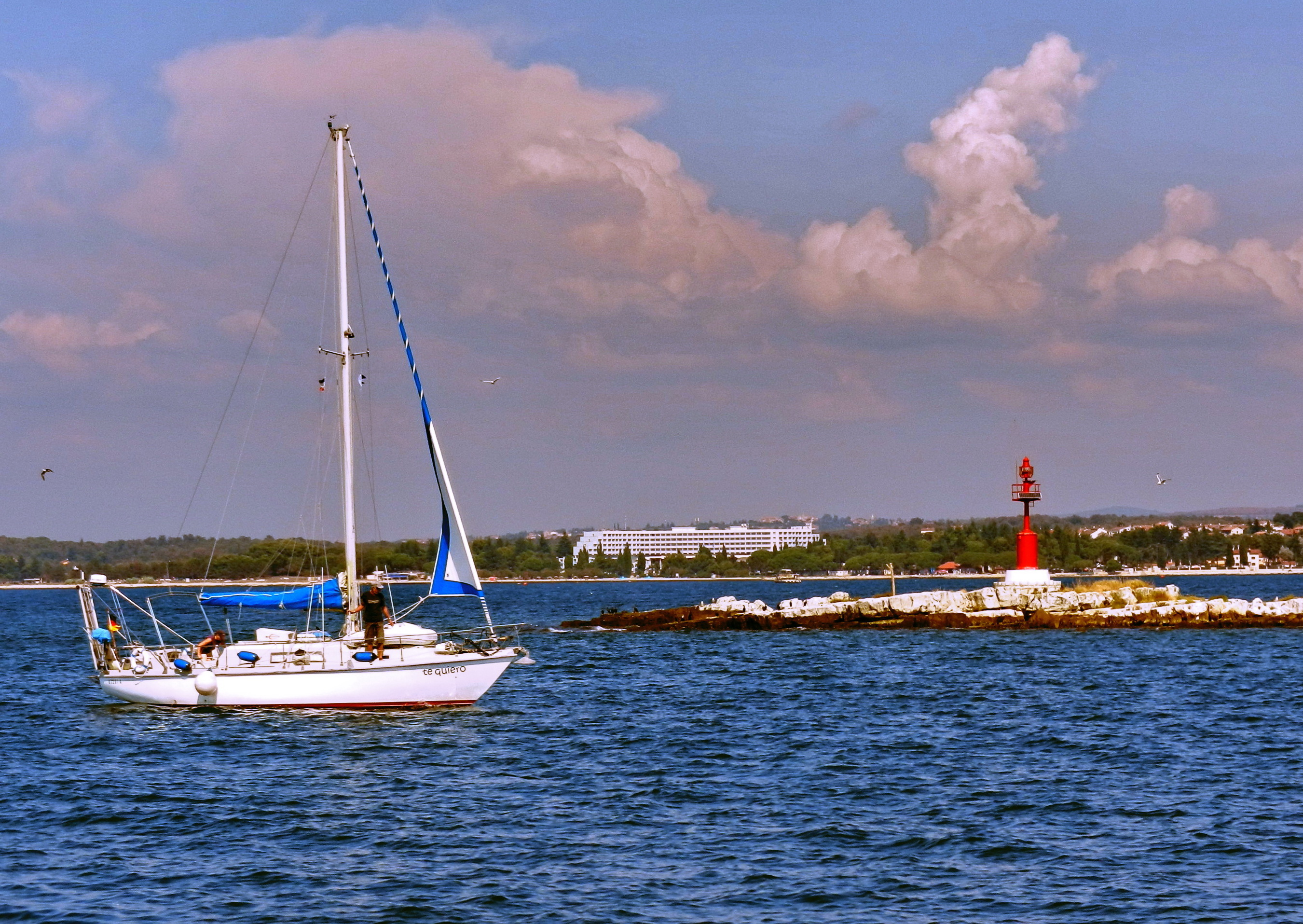
Barbaran visto da San Nicolò

Barbaran si trova a nordovest del porto di Parenzo (luka Poreč) e poco a nord-nordovest dell'isolotto di San Nicolò. Nel punto più ravvicinato, dista 270 m dalla terraferma.
Barbaran è uno scoglio ovale, orientato in direzione nordovest-sudest, che misura 75 m di lunghezza, 40 m di larghezza massima e ha una superficie di 2636 m². Un piccolo faro si trova al centro dell'isola.

### Isole adiacenti
- San Nicolò (Sveti Nikola), scoglio situato 390 m a sud-sudovest di Barbaran.
- Calbula[1][12] o Calbola[4] (Karbula), altro piccolo scoglio rotondo situato 115 m a nordovest di San Nicolò. Ha un diametro di 34 m[13] e una superficie di 1722 m²[5]. (45°13′37.5″N 13°34′53″E)
- Sarafel[6] o Raffaello[4] (hrid Sarafel), piccolo scoglio rotondo situato 180 m a est-sudest di San Nicolò. Ha un diametro di circa 34 m[14] e una superficie di 1788 m²[5][15]. (45°13′18.8″N 13°35′26″E)

### Cartografia
- (HR) Mappa topografica della Croazia 1:25000, su preglednik.arkod.hr.
- Carta di cabottaggio del mare Adriatico[collegamento interrotto], foglio III, Milano, Istituto geografico militare, 1822-1824. URL consultato il 22 marzo 2017.